# Список послов России и СССР в Португалии
В статье представлен список послов России и СССР в Португалии.

## Хронология дипломатических отношений
- 1778 г. — установлены дипломатические отношения.
- 26 октября 1917 г. — дипломатические отношения прерваны после Октябрьской революции.
- 9 июня 1974 г. — установлены дипломатические отношения на уровне посольств.

## Список послов
| Срок полномочий                   | Посол                                  | Годы жизни | Вручение верительных грамот | Комментарии                                          |
| --------------------------------- | -------------------------------------- | ---------- | --------------------------- | ---------------------------------------------------- |
| Российская империя                |                                        |            |                             |                                                      |
| 1778—1789                         | Максимилиан Вильгельм Карл Нессельроде | 1724—1810  |                             | Посланник                                            |
| 1789—1796                         | Андрей Иванович Форсман                |            |                             | Поверенный в делах                                   |
| Декабрь 1798 — январь 1799        | Александр Александрович Бибиков        | 1765—1822  |                             | Посланник                                            |
| 1799—1799                         | Пётр Фёдорович Мальтиц                 | 1753—1826  |                             | Посланник                                            |
| 9 мая 1800 — 10 сентября 1806     | Иван Михайлович Васильев               | 1750—1819  |                             | Посланник                                            |
| Апрель 1807 — июнь 1811           | Андрей Яковлевич Дубачевский           | 1757—?     |                             | Поверенный в делах                                   |
| 11 июля 1811 — 27 апреля 1815     | Фёдор Петрович Пален                   | 1780—1863  |                             | Посланник                                            |
| 1815—1816                         | Алексей Васильевич Сверчков            | 1788—1828  |                             | Поверенный в делах                                   |
| 27 апреля 1815 — 13 ноября 1817   | Пётр Фёдорович Балк-Полев              | 1777—1849  |                             | Посланник                                            |
| 13 ноября 1817 — 28 июня 1819     | Фёдор Васильевич Тейль ван Сероскеркен | 1772—1826  |                             | Посланник                                            |
| 22 ноября 1819 — 3 октября 1828   | Франц Францевич Борель                 | 1775—1832  |                             | Поверенный в делах                                   |
| 1 января 1829 — 20 января 1833    | Лев Северинович Потоцкий               | 1789—1860  |                             | Посланник                                            |
| 20 июня 1842 — 11 марта 1848      | Алексей Григорьевич Строганов          | 1797—1879  |                             | Поверенный в делах до 13 марта 1845, затем посланник |
| 11 марта 1848 — 6 декабря 1853    | Сергей Григорьевич Ломоносов           | 1799—1857  |                             | Посланник                                            |
| 13 февраля 1854 — 1 августа 1863  | Иван Петрович Озеров                   | 1806—1880  |                             | Посланник                                            |
| 3 марта 1864 — 3 апреля 1871      | Христиан Емельянович Кудрявский        | 1815—1878  |                             | Посланник                                            |
| 3 апреля 1871 — 14 мая 1883       | Дмитрий Григорьевич Глинка             | 1808—1883  |                             | Посланник                                            |
| 2 июня 1883 — 29 марта 1885       | Павел Александрович Арапов             | 1838—1885  |                             | Посланник                                            |
| 21 мая 1885 — 9 апреля 1891       | Николай Антонович Фонтон               |            |                             | Посланник                                            |
| 9 апреля 1891 — 28 июля 1892      | Михаил Александрович Хитрово           | 1837—1896  |                             | Посланник                                            |
| 28 июля 1892 — 9 февраля 1896     | Дмитрий Егорович Шевич                 | 1839—1906  |                             | Посланник                                            |
| 10 февраля 1896 — 1 ноября 1899   | Эрнест Петрович Мейендорф              | 1836—1902  |                             | Посланник                                            |
| 16 ноября 1899 — 1902             | Валерий Всеволодович Жадовский         | 1836—1916  |                             | Посланник                                            |
| 1902 — 8 ноября 1910              | Александр Иванович Кояндер             | 1847—1910  |                             | Посланник                                            |
| 1911—1912                         | Яков Христианович фон Таль             | 1872—1941  |                             | Поверенный в делах                                   |
| 1912 — 3 марта 1917               | Пётр Сергеевич Боткин                  | 1861—1933  |                             | Посланник                                            |
| Временное правительство России    |                                        |            |                             |                                                      |
| 1917                              | Рольф Рудольфович Унгерн-Штернберг     | 1880—1943  |                             | Поверенный в делах                                   |
| 1917 — 26 октября 1917            | Николай Севастьянович Эттер            | 1865—1935  |                             | Посланник                                            |
| СССР                              |                                        |            |                             |                                                      |
| 26 июля 1974 — 17 декабря 1982    | Арнольд Иванович Калинин               | 1929—2011  | 9 августа 1974              |                                                      |
| 17 декабря 1982 — 22 октября 1987 | Валентин Петрович Вдовин               | 1927—2015  | 10 февраля 1983             |                                                      |
| 22 октября 1987 — 1990            | Валентин Петрович Касаткин             | 1930—      |                             |                                                      |
| 1990 — 25 декабря 1991            | Геннадий Иванович Герасимов            | 1930—2010  |                             |                                                      |
| Российская Федерация              |                                        |            |                             |                                                      |
| 25 декабря 1991 — 16 марта 1993   | Геннадий Иванович Герасимов            | 1930—2010  |                             |                                                      |
| 16 марта 1993 — 28 августа 1998   | Александр Петрович Смирнов             | 1944—      |                             |                                                      |
| 27 августа 1998 — 1 февраля 2002  | Геннадий Павлович Тарасов              | 1947—      |                             |                                                      |
| 19 июня 2002 — 11 апреля 2006     | Бахтиер Маруфович Хакимов              | 1950—      |                             |                                                      |
| 11 апреля 2006 — 25 января 2013   | Павел Фёдорович Петровский             | 1947—      |                             |                                                      |
| 25 января 2013 — 8 мая 2018       | Олег Николаевич Белоус                 | 1951—2018  | 9 апреля 2013               |                                                      |
| 18 июня 2018 — наст. время        | Михаил Леонидович Камынин              | 1956—      | 1 октября 2018              |                                                      |